# Toyota Tsūshō

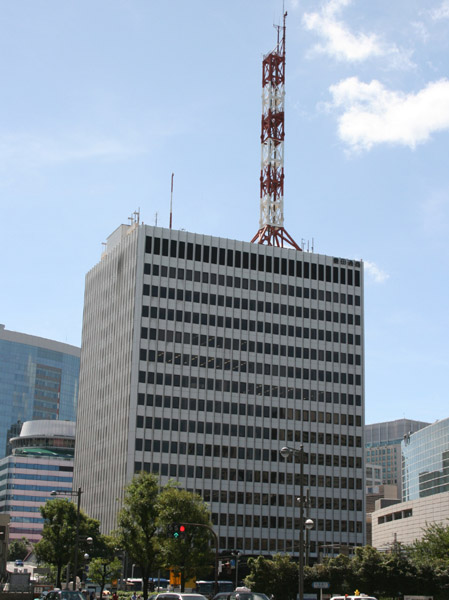
Tokyo Firmensitz

Toyota Tsūshō K.K. (jap. 豊田通商株式会社, Toyota Tsūshō Kabushiki kaisha) ist ein japanisches Unternehmen mit Firmensitz in Nagoya und Minato, Tokio, Japan.
Das Unternehmen gehört zur Toyota-Gruppe, zu der unter anderem die japanischen Unternehmen Toyota Motor, Toyota Industries und Denso gehören.
Am 1. April 2006 übernahm Toyota Tsusho die japanische Handelsgesellschaft Tomen Corporation.
Rund 33.845 Mitarbeiter in 404 Niederlassungen (Stand: März 2012) gehören zu Toyota Tsusho. Das Unternehmen gehört zu den sieben größten traditionsreichen Handelshäusern Japans, den Sōgō Shōsha, und ist weltweit tätig. Im Geschäftsjahr 2011 (Ende März 2012) erwirtschaftete Toyota Tsusho einen Umsatz von US$ 71,9 Milliarden.